# Асцит
Асцит или асцитес од (грч. речи ασκίτης (askites) — мешина) је медицински израз којим се означава накупљање течности у слободној трбушној дупљи. Јавља се као један од знакова код многих болести и поремећаја у трбушној дупљи. Један од најчешћих узрока настанка асцита је компликација у хроничном току цирозе јетре.

## Епидемиологија
Морбидитет/морталитет
Амбулантно лечени болесници са једном епизодом циротичних асцитесом имају стопу смртности у периоду од 3 године од 50%. Развој интраперитонеалног асцитеса има лошу прогнозу, уз преживљавање мање од 50% у периоду од једне године.
Полне разлике
Здрави мушкарци имају мало или нимало интраперитонеалне течности, док жене могу нормално имати око 20 ml, у зависности од фазе њиховог менструалног циклуса.

## Етиологија
У настанку асцита учествује већи број фактора:
- висок портни притисак,
- хипоалбуминемија,
- ефективни волумен плазме,
- општа васкуларна пермеабилност,
- поремећај лимфотока
- акутни дифузни перитонитис,
- алкохолни хепатитис,
- карциному јетре,
- упала гуштераче (панкреатитис)
- туморима перитонеума (трбушне марамице).

## Патофизиологија
Акумулација асцитесне течности је стање у трбушној дупљи, које настаје као последица гомилања вишка натријума и воде, али догађај који иницира ту неравнотежу је нејасна. До сада су описане три теорије о формирању асцита: теорија испод траженог ниво, теорија прелива, и теорија вазодилатације периферних артерија.
Теорија — испод траженог нивоа
Ова теорија сугерише да је примарни поремећај код асцита неадекватна акумулација течности у спланхичном васкуларном кориту због порталне хипертензије, што има за последицу смањење ефективног волумена циркулишуће крви. То активира симпатички нервни систем преко плазма ренина и алдостерона, што резултује бубрежним задржавањем натријума и воде.
Теорија — прелива
Теорија прелива сугерише да је примарна аномалија неодговарајуће задржавање натријума и воде у бубрезима. Ова теорија је развијена у складу са запажањем да је код пацијента са цирозом јетре присутнија интраваскуларна хиперволемија пре него хиповолемија.
Теорија — вазодилатације периферних артерија
Ово је најновија хипотеза, која у себи укључује и компоненте других теорија. Наиме по њој, портална хипертензија доводи до вазодилатације, и ствара услове смањене ефективне запремине артеријске крви. Како напредује природа историје болести, неурохуморална побуда се повећава, у бубрезима у којима се све више задржава натријум, а запремина плазме расте. Овај процес доводи до изливања течности у перитонеалну шупљину.
Иако редослед догађаја који се јавља код развоја порталне хипертензије и бубрежног задржавања натријума није сасвим јасна, портална хипертензија наводно доводи до повећања ниво азот-оксида, који потом посредује у развоју спланхичне и периферне вазодилатације. Такође је доказано да је у артеријама јетре синтеза и активност нитријум-окида већа код пацијената са асцитом него код оних без асцита.
Без обзира на иницирајући догађај, број фактора који доприноси акумулацији течности у трбушној дупљи је бројан. Тако су нпр. повишени нивои адреналина и норепинефрина добро документовани фактори. Хипоалбуминемија и смањена вредност онкотског притиска плазма фаворизују екстравазацију течности из плазме у перитонеалну течност, а тиме, асцит, који је редак код пацијената са цирозом уколико су оба фактора, портална хипертензија и хипоалбуминемија присутни.

## Клиничка слика
Осим симптома болести која је узроковало накупљање течности у асцитесу, прегледом болесника уочава се увећање трбуха, појава колатералног крвоток на кожи предњег трбушног зида, феномен флуктуације, феномен санте леда, а често се јављају и трбушне херније (киле).

## Дијагноза
Дијагноза се заснива на следећим методама:
Анамнеза
Код болесника са спонтаним бактеријским перитонитисом (СБП)  треба обавезно посумњати и на асцит, ако поред осећаја бол у стомаку, болесник има повишену температуру, и необјашњиво погоршање болести.
Физикални преглед
Ако постоји велика количина слободне течности, 
Сликовне (имиџинг) методе
Ове методе су у односу на физички преглед, попут ултразвук и ЦТ поузданије јер откривају и много мању количину течности у трбуху (100-200 ml). 
Дијагностичке парацентеза и лабораторијске анализе пунктата
Дијагностичка парацентеза мора се обавити код новооткривеног асцита, ако је узрок непознат или ако се сумња на СБП. Током овог теста узима се око 50-100 ml течности, код које се посматра макроскопски изглед, одређује концентрација беланчевина, број ћелија и диференцијална крвна слика, врши цитолошки и бактериолошки преглед (уколико постоји клиничка индикација), одређивањем ацидорезистентних бактерија, и мери концентрација амилаза. 
За разлику од асцита узрокованог упалом или инфекцијом, асцит настао као последица порталне хипертензије, је бистра течност жућкасте боје, ниске концентрације беланчевина (обично < 3 g/dL, али понекад и > 4 g/dL), ниског број полиморфонуклеара (ПМН; < 250 ћелија/μL), док је најпоузданији налаз, висок однос између албумина у асциту у однсоу на онај у серум. 
Вредности > 1,1 g/dL указују на асцит  због порталне хипертензије, док се инфекцијом изазван асцит доказује замућеним изгледом асцитне течности и налазом полиморфонуклеарних ћелија > 500/μL. 
Сукрвичав изглед асцита упућује на тумор или туберкулозу. Редак налаз млечног (хилозног) асцитаа најчешће је последица лимфома.
Клиничка дијагноза СБП често није једноставна и захтева висок ниво клиничке сумње и често понављање дијагностичке парацентезе, укључујући и бактериолошку анализу пунктата (хемокултура). Засејавање узорка асцита на подлоге за хемокултуру пре инкубације повећава осетљивост културе на готово 70%. Будући да је СБП најчешће узрокован само једном врстом узрочника, мешана бактеријска флора указује на перфорацију шупљег органа или контаминацију узорка.

## Терапија
Терапија асцита заснива се, на следећим принципима:
- Диуретиици се користе када  ограничење уноса натријума не доводи до адекватног измокравања унутар неколико дана.Мировање болесника у постељи и рестрикција уноса натријума у исхрани (20-40 mEk/на дан) први је и најбезбеднији начин лечења асцита изазваног порталном хипертензијом.
- Лекови за измокравање течности (диуретици) уводе се кад стриктно ограничење уноса натријума не доводи до адекватног измокравања унутар неколико дана. Ту спадају спиронолактон и фуросемид (који се укључује кад спиронолактон није довољан). Будући да спиронолактон доводи до ретенције калијума, а фуросемид до исцрпљења калијума, комбинација та два лека најчешће може да обезбеди оптимално измокравање са мањом могућношћу поремећаја концентрације калијума у организму.
- Рестрикција уноса течности помаже једино ако је серумски натријум (Na <130 mmol/L). Промене у телесној тежини и вредности натријума у мокраћи одраз су терапијског одговора. Губитак на тежини од око 0,5 kg/на дан је оптималан, јер се накупљена течности у трбушној шупљини не може брже мобилисати. Агресивнија диуреза смањује количину течности у интраваскуларном кориту, посебно кад нема периферних отока; што може изазвати застој у лучењу бубрега или електролитску неравнотежу (нпр хипокалијемију) која може убрзати настајање порто-системске енцефалопатије.
- Недовољна рестрикција уноса натријума храном најчешћи је узрок тврдокорног асцита.[9]

- Трансјугуларни  портосистемски интрахепатични  шант (ТИПС) може смањити портални притисак и успешно решити асцит отпоран на друге врсте лечења.Терапијска парацентеза друга је могућност у лечењу асцита. Одстрањење 4 L/на дан сигурно је једино ако се истовремено примењује интравенска инфузија раствора албумина са ниском концентрацијом натријум хлорида (око 40 g по парацентези) како би се спречило исцрпљење интраваскуларног волумена. Чак и једна тотална парацентеза може бити сигурна.[10] Терапијска парацентеза скраћује временско трајање болничког лечења, уз релативно низак ризик од електролитског дисбаланса или бубрежне инсуфицијенције. Ипак такви болесници захтевају трајну диуретску терапију и склонији су накупљању течности у бубрезима од оних који нису лечени парацентезом.
- Технике аутологне инфузије слободне течности (нпр перитоновенски шант по Ле Вену) често проузрокује компликације, па метода више није у практичној примени.
- Трансјугуларни  портосистемски интрахепатични  шант (ТИПС) може смањити портални притисак и успешно решити асцит отпоран на друге врсте лечења, али је то инвазивна метода са могућим компликацијама као што су порто-системска енцефалопатија и погоршање хепатоцелуларне функције.[11][12]
- Уколико се посумња на СБП и нађе се > 500 ПМН/μл асцита, даје се антибиотик, нпр. цефотаксим (док се чека на налаз културе) барем 5 дана, док број ПМН у асциту не падне <250/μл. Антибиотици повећавају шансу за преживљавањем. СБП се поново јавља унутар једне године у око 70% болесника, па је индикована антибиотска профилакса; најчешће се користе кинолони. Профилакса у болесника са асцитом који крваре из варикозитета (проширења вена) једњака смањује ризик за СБП.

## Компликације
Као могуће компликације асцитеса у литератури се наводе:
- Спонтани бактеријски перитонитис (опасан по живот због инфекција асцитесне течности)
- Хепаторенални синдром (инсуфицијенција бубрега)
- Губитак телесне тежине и протеина са знацима неухрањености
- Ментална конфузија, промене у нивоу будности, или кома (јетрена енцефалопатија)
- Друге компликације цирозе јетре.[13]

## Прогноза
Прогноза код болесника са асцитом зависи од тежине основне болести јетре, а степен реверзибилности од одговора организма на терапију.